# Ливан на летних Олимпийских играх 1996
Ливан принимал участие в Летних Олимпийских играх 1996 года в Атланте (США) в двенадцатый раз за свою историю, но не завоевал ни одной медали. Страну представляла одна спортсменка, выступившая в соревнованиях по настольному теннису.

## Результаты соревнований

### Настольный теннис
Одиночный разряд
| Соревнование | Спортсменка  | Групповой этап            | Групповой этап | Групповой этап     | Групповой этап | 1/8 финала            | 1/4 финала            | 1/2 финала            | Финал                 | Итоговое место |
| Соревнование | Спортсменка  | Соперник Счёт             | Соперник Счёт  | Соперник Счёт      | Место          | 1/8 финала            | 1/4 финала            | 1/2 финала            | Финал                 | Итоговое место |
| ------------ | ------------ | ------------------------- | -------------- | ------------------ | -------------- | --------------------- | --------------------- | --------------------- | --------------------- | -------------- |
| женщины      | Лариса Шуайб | Группа C                  | Группа C       | Группа C           | Группа C       | Завершила выступление | Завершила выступление | Завершила выступление | Завершила выступление | 49             |
| женщины      | Лариса Шуайб | TPEЧэнь Цзин П 5:21, 6:21 | NZLЧуньли Ли П | ITAАлессия Аризи П | 3              | Завершила выступление | Завершила выступление | Завершила выступление | Завершила выступление | 49             |